# Мам и Зин
«Мам и Зин» (курд. Mem û Zîn, مەم و زین) — курдский роман Ахмеда Хани, написанный в 1692 году, рассказывающий о трагической любви юноши и девушки. 
Это важнейшее произведение курдского писателя и поэта Ахмада Хани (1651—1707). «Мам и Зин» основан на реальных событиях, передаваемых из поколения в поколение в устной традиции. История имеет множество аспектов, среди которых присутствие суфийского дискурса и курдского национализма. Мавзолей Mама и Зин находится в Джизре (Ширнак, Северный Курдистан) и привлекает к себе множество курдов и туристов с разных стран мира.

## Сюжет
Роман повествует о трагической истории двух влюбленных молодых людей. Мам, молодой курдский юноша из клана «Алан» и наследник Города Запада, влюбляется в Зин из клана «Бохти», сестру правителя Бохтана (курдский эмират). Они встречаются во время празднования народного курдского праздника «Навруз». Их союз был разрушен Бекиром из клана Бекран, врагом Мама на протяжении всей истории, который завидует двум влюбленным. Мам в конце концов умирает, вследствие заговора Бекира против него.
На похоронах Мама, Зин падает на его могилу и умирает на ней. Весть о смерти Мама и Зин быстро распространяется среди жителей Джизре. Бекир в конечном счёте был разоблачён и убит лучшим другом Мама, Тадждином. Мама и Зин хоронят рядом. Бекира так же хоронят рядом с могилами Мама и Зин, так как этого пожелала Зин перед смертью, чтобы он засвидетельствовал их любовь. На месте их могил вырастают два дерева, ветви которых переплетаются, а между ними вырастает терновый куст, символизирующий Бекира — корни зла проникают глубоко в землю между могилами влюбленных, разделяя их даже после смерти.

## Экранизация
В 1992 году Юмит Эльчи по книге «Мам и Зин» снял одноимённый фильм. Поскольку с 1980 года до конца 1990-х — начала XXI в Турции было запрещено использование курдского языка, фильм был снят на турецком языке. Впоследствии он был переведен на курдский.
В 2002 году первый курдоязычный спутниковый телеканал в Южном Курдистане «Kurdistan TV» снял сериал «Memê Alan» (Мам Алан).
В 2012 году на государственном турецком курдоязычном телеканале TRT-6 на экран вышел ещё один сериал на основе романа, который назвался «Sîya Mem û Zîn».
В 2021 году компания Roi Animation запустит производственную линию 3D-кинематографической анимации «Мем и Зейн» в постановке: Фардин Зарей _Художественный руководитель: Делир Малеки _ Руководитель производства: Хабат Карими с использованием самых высоких мировых технологий в центре Санандадж (Сане), провинция Курдистан, Иран. начали представлять и отправлять это великое курдское литературное произведение на международные фестивали, 
...  
Кинематографическая анимация 